# Znacznik (stenografia)

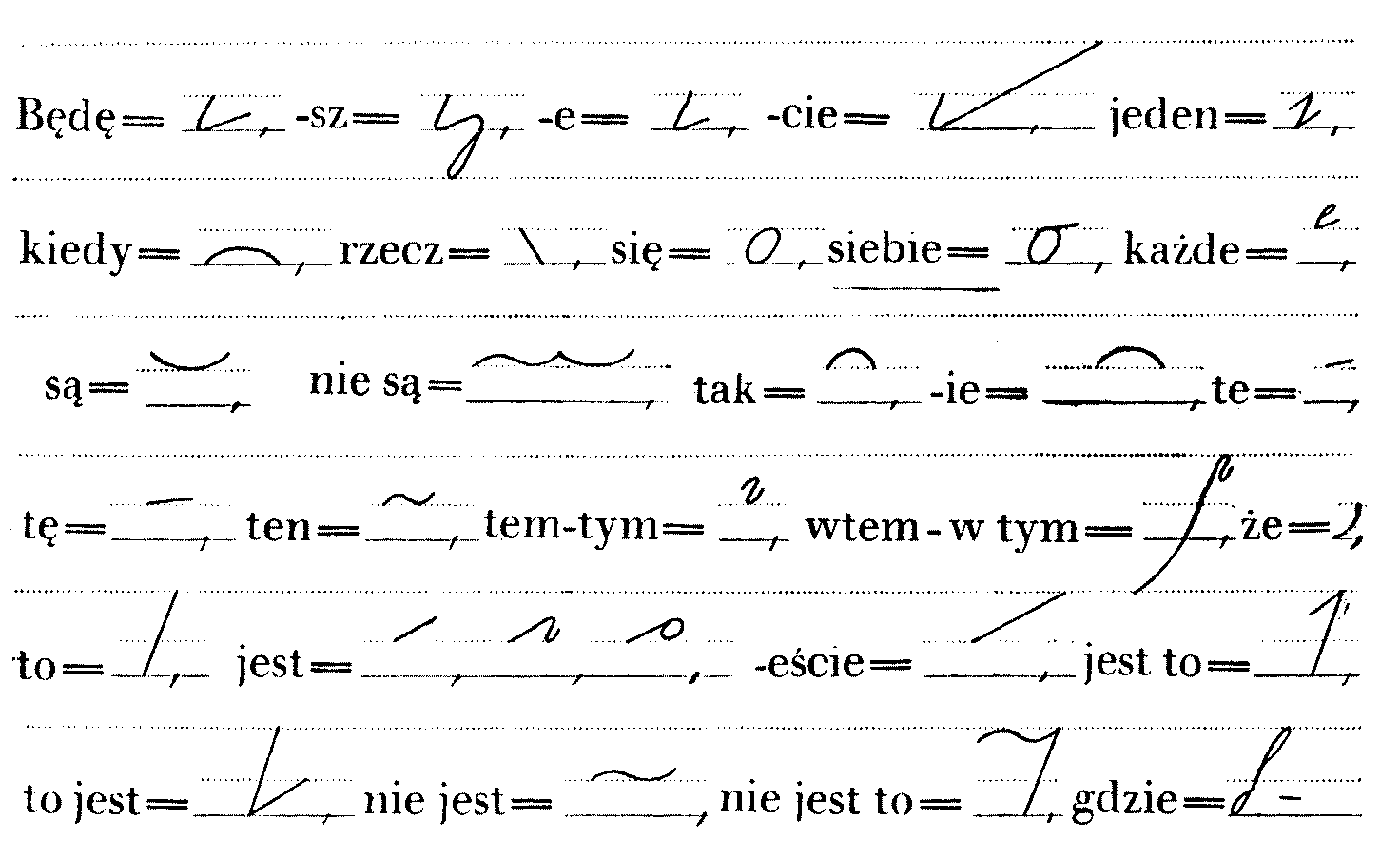
Przykładowe znaczniki w systemie stenograficznym Gabelsbergera-Polińskiego.

Skrót, symbol, ideogram, litera alfabetu stenograficznego, dowolny znak, któremu przypisano arbitralnie, lub w związku z jego kształtem, wyglądem lub brzmieniem, znaczenie w postaci całego pojęcia. W systemach stenograficznych stosowany zwykle jako pełny zamiennik przypisanego znaczenia, łącznie z jego formami gramatycznymi. Historycznie znacznik nazywano także syglem, sigilem (od (łac.) sigillum).
Pierwsze systemy stenograficzne, jak noty tyrońskie, lub system Timothy Brighta składały się z wielkiej liczby znaczników, a często brakowało dojrzałej metody zapisywania słów, których autorzy systemu wcześniej nie zdefiniowali. Stopniowy rozwój stenografii spowodował, że znaczenie znaczników zmalało na rzecz skutecznych metod fonetycznych budowy słów. Liczbę znaczników arbitralnie utworzonych w systemie stopniowo zmniejszano. Współczesne systemy stenograficzne posiadają korpusy znaczników w liczbie nie większej niż kilkuset, dla najczęściej spotykanych słów. Znane są także listy znaczników o zastosowaniu branżowym, np. prawniczych, lekarskich, politycznych, dziennikarskich itp.
Pierwsze użycie słowa „znacznik” przypisuje się Lubinowi Olewińskiemu, jednemu z pierwszych stenografów polskich:
Nie potrzebujemy się jednak w tym względzie posługiwać wyrazami obcymi, gdyż bogactwo języka polskiego pozwala nam używać dla oznaczenia tego pojęcia własnego wyrazu. Wyraz „znacznik” odpowiada naszemu założeniu najzupełniej. Dlatego też w gramatyce niniejszej pod słowem „znacznik” rozumiemy użycie jednej lub więcej liter do stałego oznaczenia pewnego słowa, czyli wyrazu.